# 陽光時務週刊

陽光時務週刊專訪劉夢熊

《陽光時務週刊》是由陽光時務有限公司發行的全媒體中文時政雜誌。2011年創辦于香港，出品人陳平，總經理程益中，主編長平。

## 歷史
《陽光時務週刊》2011年8月由陽光衛視在香港創刊，秉持新聞專業、獨立立場原則，創辦半年即獲得亞洲出版業協會四項新聞大獎：2012年卓越新聞獎中文報紙類卓越人權報導獎榮譽獎、卓越人權報導獎優異獎、卓越評論獎優異獎、卓越調查報導獎榮譽獎等，被譽為最新銳的時政電子刊物，也是華文世界唯一新媒體iPad/iPhone雙週刊時政刊物。

## 定位
《陽光時務週刊》立足香港，將在全球視野、歷史語境下，對深層轉型中的中國大陸、香港與台灣進行更有力的觀察分析，提供對時局、產經、社會的更專業解讀。

## 遭中国大陆封杀
2011年10月，《陽光時務週刊》由於內容敏感，被中华人民共和国国务院强制在app store下架，並禁止中国大陆网民下载。
2011年11月18日，国务院新闻辦公室发布通知，禁止中国大陆网站提供《阳光时务》下载，阳光卫视总裁陈平、《阳光时务》主编长平、总监溫云超及編輯部、市場部多名成員在内地的微博全面被禁。
2012年10月11日，《陽光時務》改為周刊，發行印刷版本，在香港、澳門、台灣、東南亞、北美等地發行。

## 事件
2013年1月，《陽光時務週刊》專訪劉夢熊，一舉成名，香港多區書報攤、便利店賣斷市。 其實，《陽光時務週刊》出品人陳平是劉夢熊公司東方明珠石油的董事。東方明珠石油正被香港廉政公署調查，劉夢熊形容「到了最危險的時候」。
2013年5月23日，《陽光時務週刊》宣布由於不堪虧損停刊，最後一期為該年5月30日出刊的第57期。